# Нэш, Бланш
Бланш Эмили Мейнард Нэш (в замужестве — Томас; англ. Blanche Emily Maynard Nash (Thomas); 30 июля 1902, Кейптаун, Западно-Капская провинция — 19 июня 1964, Обсерватория, Западно-Капская провинция) — южноафриканская пловчиха. Участница летних Олимпийских игр 1920 года. Первая женщина, представлявшая ЮАР на Олимпийских играх.

## Биография
Бланш Нэш родилась 30 июля 1902 года в городе Кейптаун в британской Капской колонии в семье англичан.
В 1920—1921 годах дважды становилась чемпионкой Капской провинции в плавании на 100 ярдов вольным стилем. В 1920 году установила рекорд ЮАС на дистанции 50 ярдов.
В 1920 году вошла в состав сборной ЮАС на летних Олимпийских играх в Антверпене. На дистанции 100 метров вольным стилем заняла в полуфинале 5-е место. На дистанции 300 метров вольным стилем заняла в полуфинале последнее, 6-е место.
Нэш стала первой женщиной, представлявшей ЮАР на Олимпийских играх.
Умерла 19 июня 1964 года в пригороде Кейптауна Обсерватория от болезни Гентингтона.

## Семья
Отец — Мейнард Нэш, бухгалтер. Мать — Генриетта Вренш. В семье было четверо детей.
Муж — Гарольд Уильям Честер Томас. Поженились в 1940 году.